# Protestes contra la sentència del judici al procés independentista català
Les protestes contra la sentència del judici al procés independentista català van ser un conjunt de mobilitzacions que van tenir lloc a Catalunya des que es va fer pública la sentència del judici al procés independentista català, el 14 d'octubre de 2019.
La resposta política es va limitar des de Catalunya a animar a la mobilització al carrer mentre que la resposta ciutadana va estar liderada per l'entitat creada específicament per a l'ocasió Tsunami Democràtic, així com també l'Assemblea Nacional Catalana (ANC) i l'Òmnium Cultural, així com també els Comitès de Defensa de la República (CDR). Durant la primera setmana les protestes van ser multitudinàries i van estar protagonitzades per diversos col·lectius com estudiants el dijous o coincidint amb l'arribada de les Marxes per la llibertat i la vaga general el divendres. Els talls de carretera van ser constants. Durant el dia les protestes van ser pacífiques però durant la nit hi va haver una tensió creixent entre els cossos policials, que van fer ús de les pilotes de goma i la tanqueta d'aigua contra grups de manifestants, alguns dels quals violents i armats amb pedres i pirotècnia, i nombrosos periodistes manifestaven haver estat agredits per les policies durant les cobertures dels incidents.

## Dies previs
Dies abans de la sentència va aparèixer una nova entitat, Tsunami Democràtic, una iniciativa sorgida de la societat civil que es va crear amb l'objectiu d'oposar-se a la sentència del Tribunal Suprem d'Espanya sobre el referèndum sobre la independència de Catalunya del primer d'octubre de 2017. És un moviment sense portaveus oficials que dona a conèixer les seves accions a través de les xarxes socials i que pretén organitzar la resposta ciutadana al veredicte judicial pel referèndum de 2017. El seu principal mitjà de comunicació en un inici va ser telegram, tot i que més tard va crear també una aplicació de mòbil.
Els Comitès de Defensa de la República es van mantenir actius donant suport a les mobilitzacions. Són un conjunt d'assemblees locals, de barri, comarcals i nacional amb l'objectiu de defensar, en primera instància, el referèndum de l'1 d'octubre i la república catalana posteriorment, des de l'estratègia de la no-violència. Les assemblees aglutinen membres d'entitats, partits polítics independentistes, sectors de l'economia o l'esport i persones independents que busquen organitzar aquesta defensa poble a poble i barri a barri. Existeixen també CDR internacionals, com per exemple el CDR de París, organitzat a partir de residents catalans en la ciutat francesa.
Les entitats Òmnium Cultural i l'ANC van seguir també impulsant algunes de les mobilitzacions que es van dur a terme. Juntament amb una desena d'entitats més van impulsar un comunicat de rebuig a la violència durant la primera setmana de mobilitzacions on van defensar el caràcter pacífic de les manifestacions independentistes i van avisar que els aldarulls podien portar a una espiral "perillosa" que podia provocar "danys irreparables" i van argumentar que la violència no aporta "cap avenç" ni per a resoldre el conflicte ni per a fer més pròxim l'alliberament dels polítics que hi ha a la presó.

## Cronologia

### 14 d'octubre

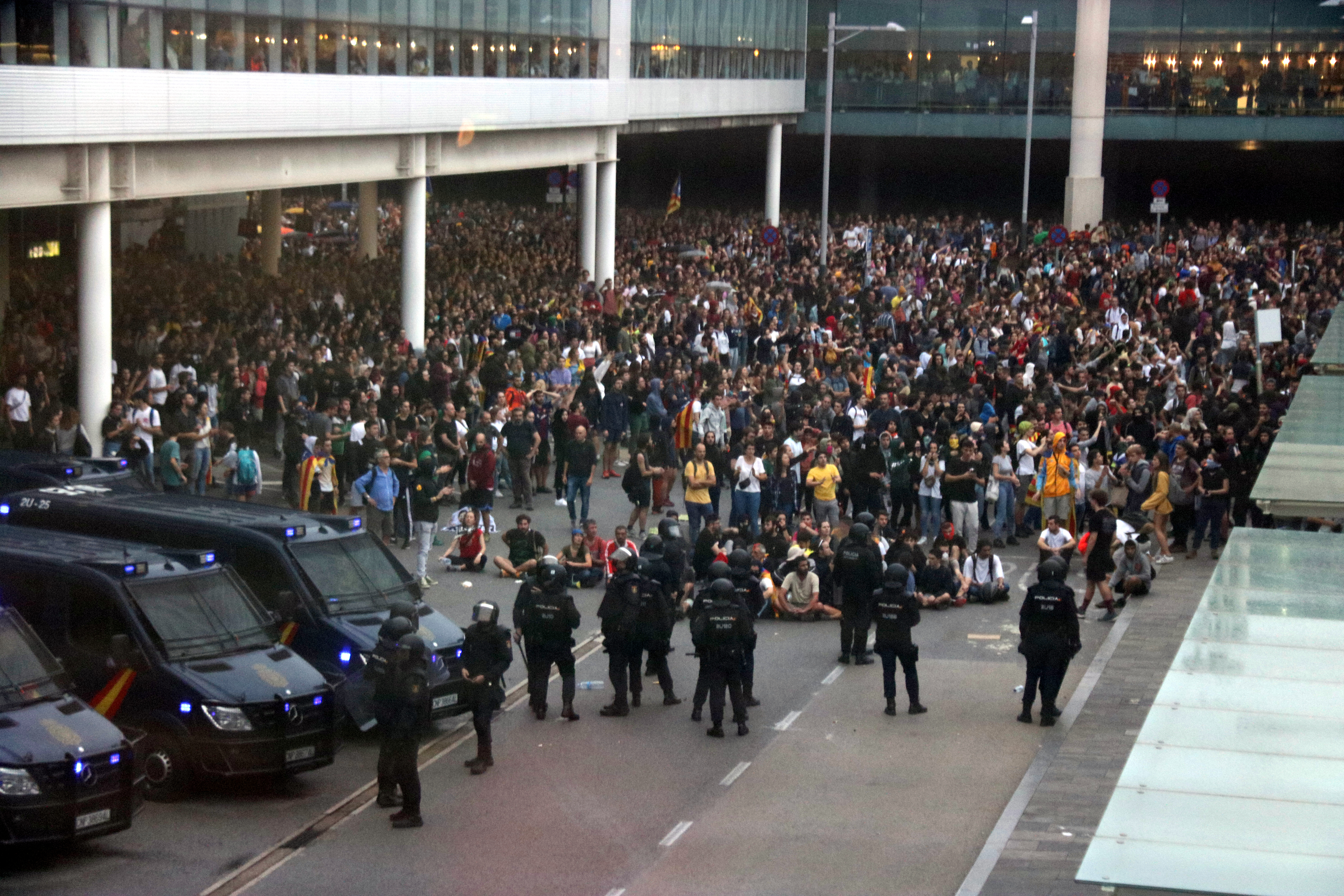
Les protestes a la T1 va ser la primera mobilització post sentència de l'1-O convocada per Tsunami Democràtic

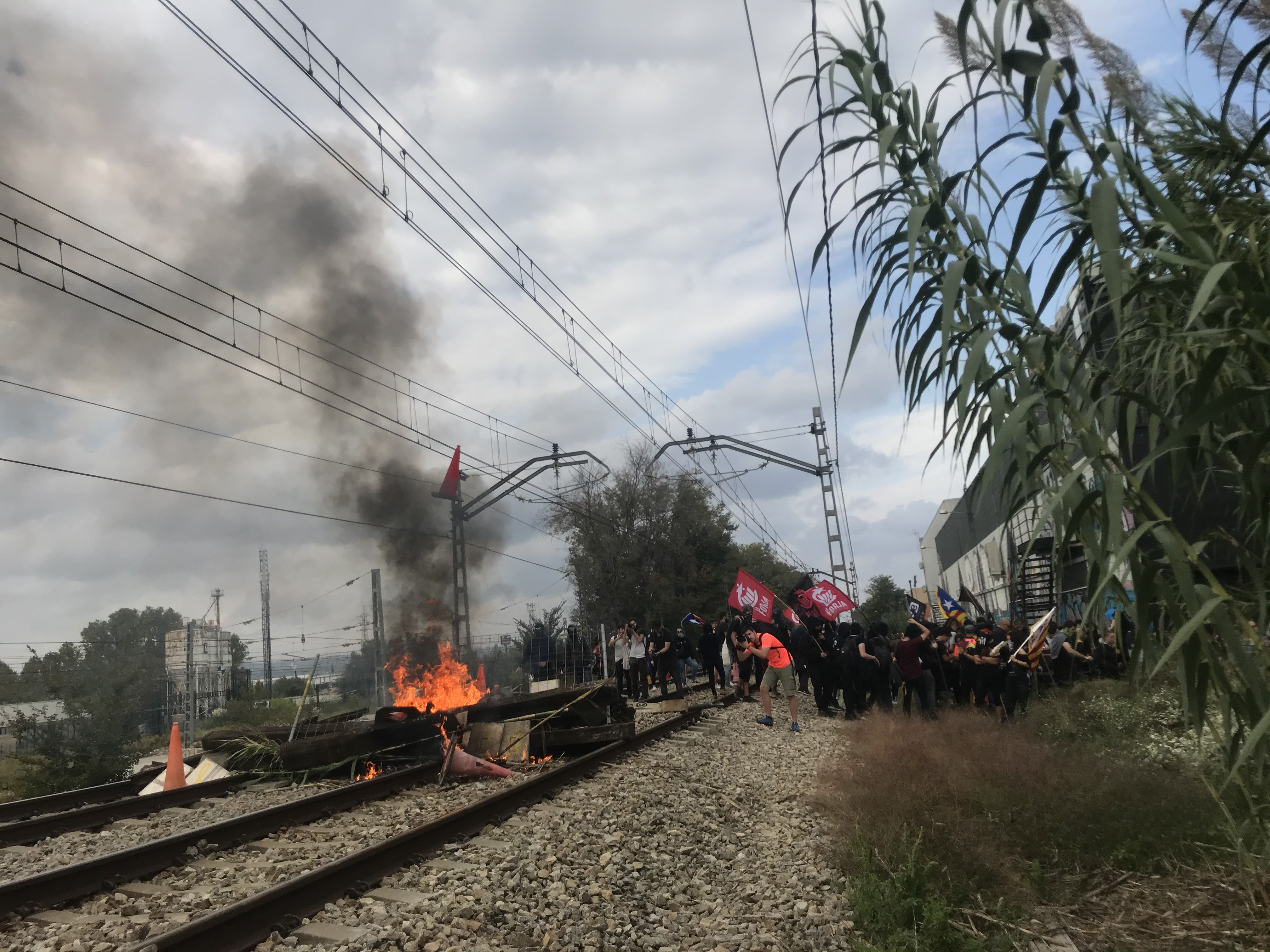
Manifestants tallen la línia de Rodalies entre Riudellots i Girona i bloquegen el pas d'un tren de passatgers

La sentència es va donar a conèixer el 14 d'octubre de 2019 a primera hora, una sentència on es va condemnar per unanimitat per sedició i malversació els acusats polítics i per sedició els líders de les entitats cíviques.
La primera convocatòria després de la sentència va ser de Tsunami Democràtic que va animar a la gent a anar a Plaça Catalunya (principalment a través de les "columnes universitàries"), un cop allà anunciarien la gran mobilització:a anar a la Terminal 1 per tal d'aturar l'Aeroport del Prat. Milers de persones van arribar amb cotxe, metro, tren o caminant i van col·lapsar els accessos i 45 vols van ser cancel·lats. Al final del dia Tsunami Democràtic va denunciar en un vídeo protagonitzat per Pep Guardiola publicat a diversos mitjans internacionals que la sentència de l'1-O és inacceptable i que Espanya viu una "deriva autoritària".
La concentració va ser pacífica fins que al vespre hi va haver la primera batalla campal de la setmana. Els agents policials van reprimir la marxa a l'aparcament de taxis i els manifestants van fer algunes barricades amb palets i van buidar i llançar extintors i altre objectes sobre els agents fins que la concentració es va dissoldre. El mateix dia també hi va haver càrregues de la policia espanyola a la Via Laietana.
A Girona, unes 8.000 persones es van concentrar al matí davant de la seu de la Generalitat a Girona i van marxar cap a la Plaça del Vi. Després d'aquesta concentració, un gran grup de manifestants van irrompre a l'estació de trens de Girona i van tallar les vies del tren convencional i, posteriorment també van tallar les de l'AVE en un punt proper a la zona industrial de Fornells de la Selva. Al matí ja hi havia hagut un tall puntual de la via del tren a Celrà i talls de carretera a localitats com Banyoles, la Bisbal d'Empordà o el Verges. Cap a les 16h de la tarda, els manifestants que havien tallat les vies del tren, es van desplaçar fins a l'accés Sud de l'AP-7 i van tenir tallada l'autopista fins al vespre, quan van unir-se a una concentració a la plaça 1 d'octubre que va aplegar 25.000 persones, segons xifres policials.
El SEM va atendre dilluns 131 persones durant les protestes, 115 de les quals a la T1 de l'aeroport. D'aquests, 24 van ser traslladats a centres sanitaris, entre ells un home de 30 anys amb un traumatisme testicular i un altre que va perdre un ull. La resta es van produir a Barcelona, Maçanet de la Selva, Lleida i Reus.

### 15 d'octubre
Dimarts va començar, com havia passat el dilluns, amb desenes de talls a les carreteres catalanes com l'AP7 o l'N-II, entre moltes altres, i també es van tallar les vies del tren a Mataró.

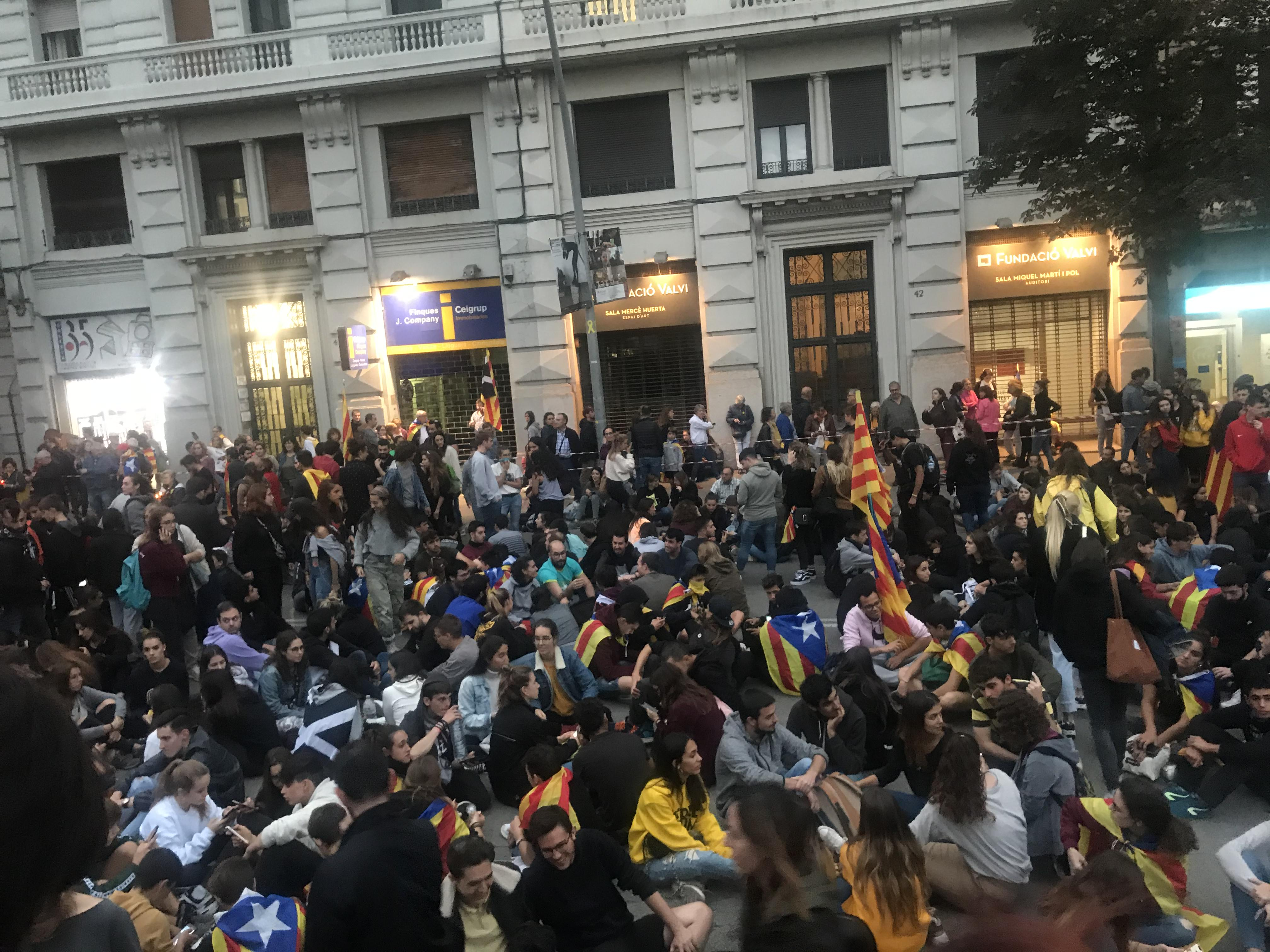
Seguda a davant de la Subdelegació del Govern a Girona

La concentració més multitudinària va ser al voltant de la delegació del govern espanyol a Barcelona, on segons la Guàrdia Urbana es van aplegar unes 40.000 persones convocades per Òmnium Cultural i l'ANC. Les persones concentrades van protagonitzar càntics, van fer una asseguda, van encendre espelmes i en un escenari es van llegir textos dels polítics a la presó.
Al vespre un grup dels manifestants convocats pels CDR van intentar creuar la línia policial fent una foguera. Així va començar una batalla campal al voltant del Passeig de Gràcia, on es van cremar 250 contenidors, valorats en 320.000 euros segons va explicar l'Ajuntament de Barcelona.
L'actuació policial es va accentuar tant a Barcelona com a Girona, Lleida, Sabadell, Tarragona. En concret, a Girona, la concentració de rebuig a la sentència al davant de la Subdelegació -que va aplegar unes 9.000 persones segons la policia- va derivar en un enfrontament entre manifestants, els Mossos i la Policia Nacional. Alguns manifestats van llençar llambordes, pedres o ampolles de vidre contra la línia policial, i els cossos policials van començar el desallotjament utilitzant les porres i disparant boles de foam. La cera de les espelmes que portaven els concentrats ha deixar inutilitzat un tram de la Gran Via Jaume I de Girona.
A Tarragona (Tarragonès), en el tall de carretera de l'A-7 realitzat per una cinquantena de joves universitaris, estigué a punt de succeir una gran desgràcia quan un cotxe envestí a gran velocitat als manifestants. Gràcies als reflexes dels assistents, pogueren esquivar al conductor i sortir il·lesos. El tall, el quart en dos dies, tingué una durada de 25 minuts i fou decidit en assemblea al campus Catalunya de la Universitat Rovira i Virgili (URV).
El dia va acabar amb 30 detinguts, entre els quals 14 a Tarragona, 8 a Lleida, 6 a Barcelona i 2 a Sabadell. El SEM va atendre 125 persones durant la jornada de protestes de dimarts, 74 de les quals a Barcelona.

### 16 d'octubre
Durant el dia hi va haver desenes de talls de carreteres i l'AVE va estar tallat durant cinc hores. Els estudiants van ocupar els rectorats de la UAB, i també van ocupar la Ronda Litoral de Barcelona.
Els CDR van convocar una concentració a dos quarts de vuit entre la Gran Via i el carrer Marina de Barcelona sota el lema "Que se'n vagin" i van demanar als manifestants que portessin paper de vàter perquè "tenim molta merda per netejar". Els manifestants violents del vespre van incorporar el llançament d'àcid contra els cossos policials i van llançar almenys cinc vegades pirotècnia contra l'helicòpter policial. El dimecres va acabar amb 46 detinguts a Catalunya, la majoria a Barcelona i Lleida.
Els disturbis de Girona també van augmentar d'intensitat, amb crema de contenidors a la Gran Via Jaume, a la Plaça Catalunya, i a la Plaça 1 d'Octubre. Com la nit anterior, els manifestants van començar les hostilitats al davant de la subdelegació del govern espanyol. També van aconseguir muntar una barricada de tanques metàl·liques al carrer Nou per impedir el pas dels antiavalots cap a l'Avinguda Sant Francesc. Un grup va acabar dirigint-se cap a la comissaria de la Policia Nacional al sector de Pedret, on van ser dispersats amb pilotes de goma.
El dimecres el SEM va atendre 96 persones arreu de Catalunya, amb 27 trasllats a centres hospitalaris, una de les quals amb una contusió a la cara amb possible lesió ocular. Les barricades al centre de Barcelona van cremar 400 contenidors, que tenen un cost de mig milió d'euros segons el consistori.
Una manifestació de suport al dret a decidir a Madrid va aplegar unes 500 persones va causar moments de forta tensió amb el CNP que van acabar amb càrregues.
El canal de Telegram de Tsunami Democràtic van superar el canal més gran creat per les mobilitzacions de Hong Kong, arribant als 280.000 seguidors. L'entitat va demanar la instal·lació de la seva aplicació als manifestants per poder organitzar actes que tinguessin més repercussió.

### 17 d'octubre

#### Vaga estudiantil

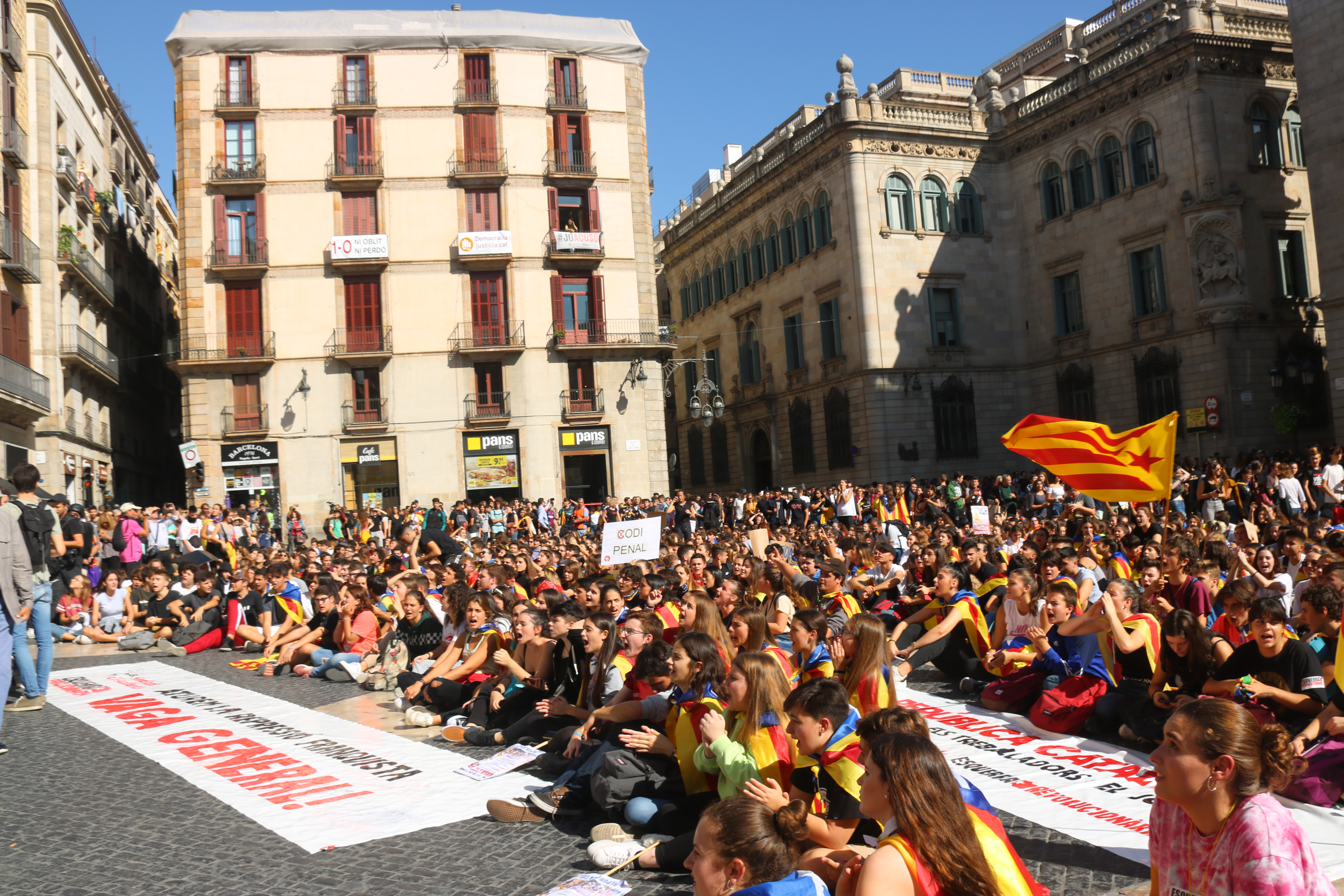
Manifestació dels estudiants a la plaça Sant Jaume de Barcelona.

Uns 25.000 estudiants, segons la Guàrdia Urbana, van sortir al carrer de Barcelona convocats pel Sindicat d'Estudiants (SE), que ha organitzat tres dies de vaga, i el Sindicat d'Estudiants dels Països Catalans (SEPC), contra la sentència de l'1-O. La manifestació va transcórrer a Barcelona, des de la plaça Universitat fins a la plaça Sant Jaume, en un ambient festiu. Només es van viure uns moments de tensió davant de la Prefectura Superior de Policia de Catalunya, situada a la Via Laietana. A Girona ho van fer més de 4.000 alumnes —que van ocupar el pati del rectorat de la UdG per exigir la suspensió de les classes—, a Lleida uns 700 i a Tarragona un miler. Les vagues d'estudiants així com les respectives manifestacions, va tenir un seguiment desigual en funció del campus i els estudis.

#### Manifestacions a Pl. Artós
Es van convocar tres manifestacions simultànies, el moviment independentista va cridar a la mobilització a Jardinets de Gràcia sota el lema "Festa esportiva i desobedient dels CDR". D'altra banda per xarxes socials, i de forma anònima, es va convocar una manifestació espanyolista radical a la plaça d'Artós de Barcelona, de la que el grup ultra Los de Artos es desmarcà en una piulada a twitter. Com a resposta a l'acte d'extrema dreta, es convocà una contramanifestació antifeixista, aplegant assistents d'arreu de la ciutat, per a ocupar l'espai de la plaça. Un cordó policíac dels Mossos d'Esquadra va aturar, en un primer moment, que ambdues parts xoquessin, fins al punt que es registraren petites agressions entre policies i ultraespanyolistes, cap d'elles amb resultat de detenció o identificació. No obstant, una de les imatges que generà més polèmica fou la fraternal relació que es va despendre en una conversa entre un dels efectius policials i Alex de Beneyto, líder del grup ultraespanyolista Democracia Nacional. L'endemà, el conseller de l'Interior català, Miquel Buch, va comparèixer en roda de premsa desmentint el tracte de favor del cos amb grupuscles d'extrema dreta i defensant la necessitat de generar interlocució amb membres rellevants dels actes de protesta per tal de gestionar-los i contenir-los. A l'acte espanyolista hi van assistir personalitats de renom, com ara Marc Redondo, Dídac Gonzàlez, Alex de Beneyto i Antonio Castellón, tots ells provinents de Democracia Nacional, Vox o Último Bastión. Posteriorment, la policia va retirar el cordó que retenia la concentració d'extrema dreta i aquesta va dirigir-se en actitud bel·ligerant cap a Jardinets de Gràcia al llarg de 3 km per trobar-se amb els independentistes i on es van donar diversos incidents entre els dos grups, aquesta deixadesa de funcions policial va ser criticada als mijtans de comunicació. També hi va haver diverses fogueres i el saqueig d'una entitat bancària.

#### Girona
Els incidents es van repetir a Girona, on es van encendre barricades al carrer Nou després que la policia carregués contra una concentració d'unes 800 persones a davant de la Subdelegació del govern espanyol.

#### Balanç
El SEM va atendre 42 persones, 23 traslladats a centres hospitalaris, durant la jornada de protestes. Hi van haver 16 detencions.

### 18 d'octubre

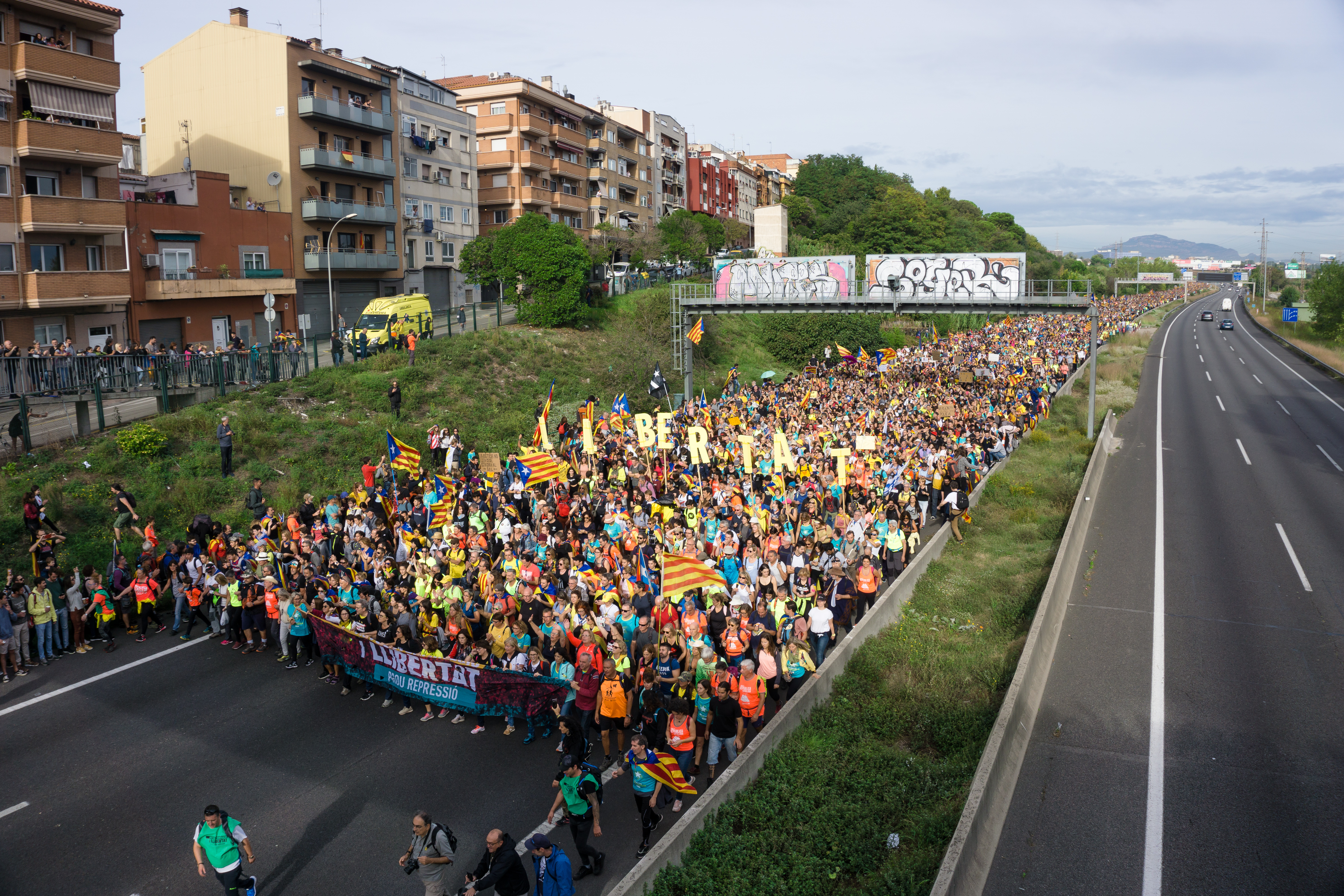
Capçalera de les columnes de Vic i Berga per la C-58 a Ripollet

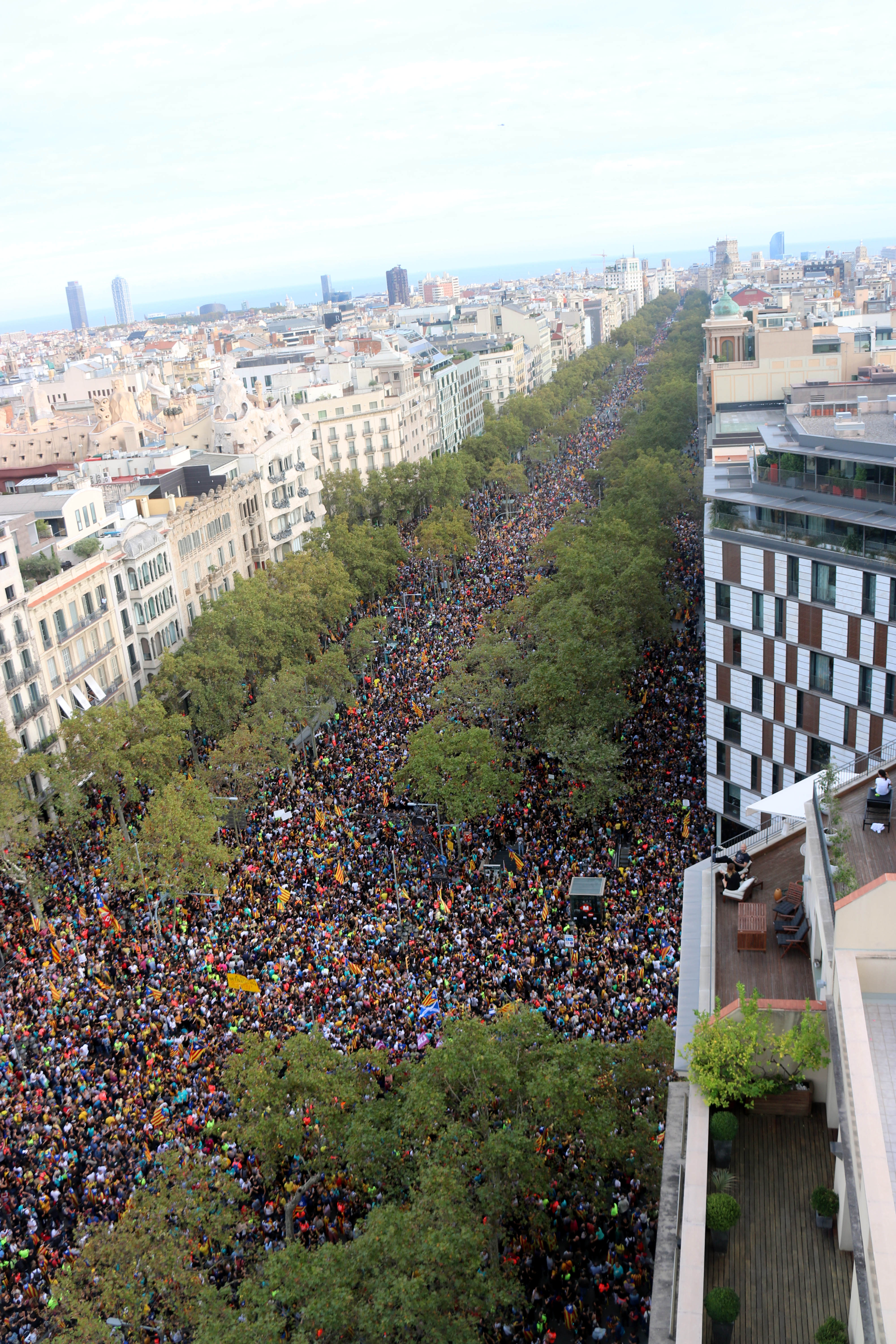
La manifestació del divendres va ser de 525.000 persones segons la Guàrdia Urbana o 750.000 segons els manifestants

Aquest dia fou el de major presència de gent al carrer des de la publicació de la sentència. Les sis columnes de les Marxes per la Llibertat, vingudes de Girona, Tarragona, Tàrrega, Vic, Berga i Castelldefels, transitaren pels carrers de l'àrea metropolitana fins a arribar el punt de convergència, la plaça del Cinc d'Oros de Barcelona. La manifestació tingué una assistència de 525.000 persones, segons la Guàrdia Urbana, o 750.000, segons els manifestants. Als parlaments finals, la presidenta de l'ANC, Elisenda Paluzie, exigí al govern català que es preparés per "donar suport a una declaració d'independència". Per part d'Òmnium Cultural, Marcel Mauri llegí una carta de Jordi Cuixart en la que demanava als independentistes que es mantinguessin "units i no violents".
Paral·lelament, aquella jornada fou de vaga general, convocada per la Intersindical-CSC i la Intersindical Alternativa de Catalunya (IAC). A Barcelona, els manifestant s'aplegaren a la tarda a la mateixa plaça del Cinc d'Oros, metre que a Girona, la manifestació central comptà amb unes 60.000 persones, el mateix número d'assistents que a la vaga general del 3 d'octubre de 2017.
De nit, nombrosos manifestants es concentraren davant de la comissaria de Via Laietana de Barcelona, i posteriorment a la plaça d'Urquinaona. L'actuació policial per a desallotjar els manifestants comportà l'esclat d'aldarulls, fins a l'extrem que Mossos d'Esquadra feren servir la tanqueta amb canó d'aigua adquirida el 1994, per primera vegada a la història del cos. Segons Mossos d'Esquadra, en el punt àlgid de la nit, 4.500 persones es trobaven a plaça d'Urquinaona, 500 de les quals protagonitzaven els aldarulls. El dia acabà amb 182 persones ateses pel SEM, entre els quals tres manifestants amb lesions oculars. Pel que fa a Girona, també s'experimentaren episodis d'aldarulls, concretament a la zona nord de la ciutat. En aquest indret, un grup utilitzà xapes de les barraques de les Fires de Sant Narcís per a protegir-se de les càrregues policials. L'entrada nord de la ciutat quedà bloquejada mitjançant blocs de formigó col·locats al mig de la calçada, mentre que l'edifici dels jutjats patí desperfectes fruit del llançament massiu de pedres. La Policia espanyola utilitzà pilotes de goma i gasos lacrimògens en diverses ocasions per a dispersar els manifestants.
La jornada finalitzà amb 19 hospitalitzats, dos dels quals perderen la visió d'un ull, i un altre en estat molt greu per un traumatisme craneoencefàlic. Després de cinc dies de protestes, tres persones havien perdut un ull, tenint en consideració que el manifestant ferit a la T1 de l'aeroport del Prat-Barcelona ja tenia l'alta mèdica.

#### Aldarulls de la Plaça d'Urquinaona
Els aldarulls de la Plaça d'Urquinaona, també citats per algunes fonts com a Batalla d'Urquinaona tingueren lloc durant la primera setmana de les protestes contra la sentència del judici al procés independentista català, i fou la culminació d'un cicle de cinc dies marcat per la violència policial i greus disturbis a tot Catalunya desencadenats per la publicació de la pròpia sentència el dilluns 14 d'octubre. L'enfrontament va durar més de 7 hores (els aldarulls van començar al voltant de les quatre de la tarda a Via Laietana i van acabar aproximadament a les onze de la nit) i va estar protagonitzada per l'ús de bales de goma i el llançament de gas lacrimògen i gas pebre per part de la Policia Nacional; l'ús de bales de FOAM per part del cos de Mossos d'Esquadra (CME); l'ús de la tècnica del "carrusel" —pràctica que el CME havia restringit aquell mateix any—; diverses càrregues per part d'ambdós cossos policials, el llançament de projectils casolans (ampolles, llaunes, pedres i pirotècnia), la construcció de barricades, la crema de contenidors, la destrossa de mobiliari urbà i l'arrencament de panots per part dels manifestants.
A les 21:04 del divendres, el cos de Mossos d'Esquadra anunciava a través dels seus canals de comunicació l'ús d'un camió hidrant per obrir pas entre les barricades de Via Laietana i Plaça Urquinaona sentit muntanya. Aquesta va ser la primera vegada que el cos emprava la tanqueta, un vehicle blindat de grans dimensions que incorpora canons d'aigua a alta pressió per a fer front als disturbis i aldarulls d'ordre públic. Tal com comunicà el cos, el camió s'utilitzà tan sols per a obrir pas als vehicles policials i agents antiavalots entre les barricades, sense arribar en cap moment a llençar aigua directament contra els manifestants.
El camió hidrant —conegut popularment com a "balena"— pot emmagatzemar un volum de fins a 3.500 litres i té la capacitat de disparar el seu contingut (aigua o aigua amb colorant) a gran pressió. El vehicle va ser adquirit el 1994 a Israel, país al qual va viatjar una delegació del departament d'Interior de la Generalitat de Catalunya liderat en aquell moment per la consellera Maria Eugènia Cuenca. Tot i no ser utilitzat fins a l'octubre del 2019, la Brigada Mòbil l'utilitza periòdicament en espai tancat on realitza pràctiques existint un grup especialitzat en el seu ús dins del cos d'antidisturbis dels Mossos d'Esquadra. La primera aparició de la tanqueta al carrer fou el dimecres 16 d'octubre, dos dies després de la sentència i dos dies abans del seu primer ús.
La nit del divendres 18 d'octubre va acabar amb 83 detencions: 54 efectuades per part dels Mossos d'Esquadra, 26 per part de la Policia Nacional i tres per part de la Guàrdia Urbana de Barcelona. A part de manifestants i participants als disturbis, causà gran estupefacció i rebuig per part de la premsa la detenció del fotoperiodista d'El País Albert Garcia, posat en llibertat hores després.
La Delegació del Govern d'Espanya a Catalunya informà que 17 vehicles dels Mossos i 154 de la Policia Nacional van ser danyats durant els disturbis. També va especificar que 23 mossos i 78 policies nacionals van requerir d'atenció mèdica durant o de forma posterior als fets.
El Sistema d'Emergències Mèdiques (SEM) va informar de 152 assistències sanitàries a Barcelona durant les càrregues policials i els disturbis. 50 dels ferits van ser traslladats a diferents centres sanitaris un dels quals amb una contusió facial. Tres joves —un dels quals un jove de 24 anys de Vic— van perdre l'ull per lesions compatibles a l'impacte amb bales de goma.
El divendres es van cremar 300 contenidors, junt als malmesos al llarg de la setmana ascendien a una xifra total d'un miler. L'ajuntament de Barcelona va xifrar en un milió i mig d'euros el cost dels desperfectes derivats de la setmana de protestes.
Una de les imatges amb més ressò derivada de la Batalla d'Urquinaona no pertany estrictament als fets, sinó al debat entre portaveus parlamentaris dels partits d'àmbit estatal a les eleccions del 10-N, retransmès el dilluns 4 de novembre de 2019 a RTVE, davant de 2,5 milions d'espectadors. Albert Rivera, candidat de Ciutadans, va mostrar un panot Flor de Barcelona suposadament trencat durant els aldarulls a Urquinaona dirigint-se al President en funcions del Govern Espanyol Pedro Sánchez, tot preguntant-li: “li sembla normal que volin llambordes a la Plaça Urquinaona?”. Tècnicament, l'objecte mostrat no és una llamborda, sinó un panot del tipus flor de barcelona -típic de l'eixample-, que tot i ser present en alguns punts del paviment de la plaça Urquinaona, no pertany a la zona d'on els manifestants en van extreure. Alguns mitjans es van fer ressò que el panot mostrat per Rivera es podia adquirir a internet per 17 €.
El concepte de "Batalla d'Urquinaona" es començà a popularitzar els dies immediatament posteriors al 18 d'octubre del 2019. No va tenir un ideòleg definit i no existeix registre ni es pot saber qui el va inventar o quan va ser publicat per primera vegada però a les xarxes socials el concepte va ser àmpliament emprat per part de pàgines de mems i tuitaires, especialment en publicacions de caràcter humorístic. A tall d'exemple vegeu una vinyeta d'humor gràfic publicada al fòrum digital Reddit: La Batalla d'Urquinaona i ses conseqüències, en la qual es fa sàtira sobre l'actuació del govern català i dels polítics independentistes.
Diferents mitjans de comunicació, tant escrits com digitals es van fer ressò del nom amb el qual havia estada batejada la nit d'aldarulls del 18 d'octubre, incorporant el concepte als titulars de diferents notícies i fixant-lo en l'imaginari col·lectiu. Abundaren també els titulars que sense mencionar-la com a "Batalla d'Urquinaona" s'hi referiren simplement com a "batalla" o "batalla campal".

### 19 d'octubre
El president de la Generalitat de Catalunya, Quim Torra, i el vicepresident, Pere Aragonès, van llegir una declaració institucional demanant la fi de la violència i reclamant diàleg a través d'una reunió "immediata" al president del govern espanyol, Pedro Sánchez. Els polítics independentistes presos van donar suport al missatge. Sánchez de seguida va contestar que no volia mantenir cap reunió fins que Torra no condemnés "rotundament" la violència i reconegués la feina dels cossos policials.
Durant 30 hores, des del divendres fins al dissabte al migdia, manifestants van tallar l'AP-7 a la Jonquera. No es van produir enfrontaments, amb l'arribada dels Mossos d'Esquadra els manifestants van desconvocar.
La manifestació a Barcelona estava convocada a les sis de la tarda a la Plaça Urquinaona per CDR i Arran, i van arribar-hi unes 6000 persones, segons la Guàrdia Urbana. Els cossos policials van registrar i identificar els assistents. Un grup d'activistes pacifistes de diverses entitats com els Bombers, Open Arms o el Sindicat de Manters fer un cordó entre la línia policial i els manifestants per evitar incidents. Els assistents es van asseure i els cossos policials van acabar marxant a dos quarts d'una de la matinada, sis hores després durant les quals no hi va haver incidents, quan els manifestants van cridar "Hem guanyat". Alguns dels assistents es van dirigir al davant del Tribunal Superior de Justícia de Catalunya. Més tard hi va haver alguns moments de tensió i van cremar algunes barricades sobretot a la Plaça Catalunya i la Rambla, però res a veure amb els dies anteriors. El SEM va atendre 14 persones, 11 a Barcelona i 3 a Girona. Dissabte hi van haver 13 detinguts.
D'ençà de la publicació de la sentència, nombroses funcions del Gran Teatre del Liceu de Barcelona finalitzaren, de manera espontània, amb clams del públic en favor de l'alliberament dels presos polítics. No obstant, la de l'endemà de la vaga, representant l'òpera Turandot, fou la funció en la que més públic s'engrescà a clamar la llibertat dels catalans presos i a mostrar alguna bandera estelada des de les butaques del teatre.
També hi van haver manifestacions contra la sentència a Donostia i Madrid. Convocada per la plataforma basca a favor del dret a decidir Gure Esku Dago, a Donostia hi van participar milers de persones amb dirigents i càrrecs públics del PNV, EH Bildu i Podemos. A Madrid unes 4000 persones es van manifestar pel centre de la ciutat fins que a quarts de nou centenars de persones han intentat tallar la Gran Via i els agents policials van dur a terme diverses càrregues, 10 detinguts i 26 ferits.
La setmana va acabar diumenge amb una concentració als voltants de la delegació del govern espanyol, a Barcelona, on milers de persones van tirar bosses al carrer a pocs metres de la línia policial. Aquell dia van seguir els talls en algunes carreteres, i el SEM va atendre tres persones: 1 a la C-60 a Argentona, i 2 a la C-25 a Gurb.

### 20 d'octubre
A la tarda centenars de persones van tirar bosses d'escombraries davant la subdelegació del govern espanyol a Barcelona. Després una manifestació festiva va passar per la Diagonal i el Passeig de Gràcia per manifestar-se davant de la prefectura de la policia espanyola de Via Laietana.
A Argentona (Maresme), en el tall de carretera de la C-60, dues persones resultaren ferides després que un cotxe atropellés els manifestants. Una de les víctimes fou un jove de 19 anys que ingressà a l'Hospital de Mataró amb possible fractura de genoll. A partir dels testimonis i el vídeo enregistrat, els Mossos d'Esquadra obriren una investigació per tal de sancionar el conductor.
Hores més tard, a les 11 de la nit, prop del tall de carretera de la C-17 i la C-25, a Gurb (Osona), dues persones també foren atropellades per un conductor que es negà a aturar-se. Concretament, les víctimes foren un manifestant i un agent dels Mossos d'Esquadra. Els dos ferits foren traslladats amb dues ambulàncies del Sistema d'Emergències Mèdiques (SEM) a l'Hospital Universitari de Vic amb pronòstic lleu. L'endemà, el conductor agressor es presentà voluntàriament a la comissaria de Vic per a ser detingut.

### 21 d'octubre

#### Visita de Pedro Sánchez
La jornada va començar amb la visita sorpresa del president del Govern espanyol en funcions, Pedro Sánchez, a Barcelona. Durant el seu recorregut va visitar els comandaments policials a la Prefectura Superior de Policia de Catalunya, també coneguda com a comissaria de la Via Laietana; així com els policies ferits i ingressats als hospitals de Sagrat Cor i Sant Pau.
En primer lloc va visitar els policies en actiu presents a la comissaria de Policia espanyola de Via Laietana, juntament amb el ministre de l'Interior, Fernando Grande-Marlaska, i la delegada del Govern espanyol a Catalunya, Teresa Conillera. El motiu de la trobada va ser el de transmetre'ls «suport» i demanar-los «garantir la moderació que representen» davant d'una possible «cronificació» del conflicte. Després de la presència matinera del polític espanyol es va congregar una concentració espanyolista de suport a les forces policials, en la qual van assistir polítics del Partit Popular com Pablo Casado, Cayetana Álvarez de Toledo, Alejandro Fernández o Josep Bou, i de Ciutadans com Lorena Roldán o Carlos Carrizosa.
Posteriorment, va visitar els policies ferits i ingressats a l'Hospital Universitari Sagrat Cor, també juntament amb Fernando Grande-Marlaska i Teresa Cunillera. A la sortida es van veure increpats per una munió de manifestants independentistes al crit de «llibertat presos polítics!».
Finalment, a la visita a l'Hospital de Sant Pau, ni la Conselleria de Salut ni la direcció de l'hospital van voler rebre el mandatari espanyol. No només això, sinó que treballadors de l'hospital el van rebre i acomiadar amb crits de «llibertat presos polítics!» i «parli, si us plau, parli!», així com insults com «poca-vergonya!», «cabró!» i «covard!». Mentrestant, fora del recinte, al carrer de Sant Quintí, es va aplegar un notori contingent de manifestants independentistes amb voluntat de mostrar el rebuig a la seva visita, que ja de bon principi van obstaculitzar l'accés, fet que va comportar l'entrada per la porta d'urgències, en comptes de la principal. En una d'aquestes escenes, a l'exterior de l'hospital, es va captar la polèmica imatge d'un dels escortes del president empunyant un subfusell MP5, i mostrant-lo tímidament per la finestra de l'automòbil quan la comitiva presidencial abandonava el centre.

#### Operació contra Gonzalo Boye
La titular del Jutjat Central d'Instrucció núm. 3 de l'Audiència Nacional espanyola, María Tardón, va ordenar l'escorcoll del domicili i el despatx de l'advocat Gonzalo Boye a Madrid, a la recerca de proves inculpatòries del delicte de blanqueig de capitals procedents del narcotràfic, en el marc de la peça separada per blanqueig contra el narcotraficant gallec Sito Miñanco, client a qui va defensar. Boye va rebre el requeriment de declarar el 23 d'octubre, mentre que el cas es mantenia sota secret de sumari i no es practicaven detencions. La investigació va ser coordinada per la Fiscalia Antidroga de l'Audiència Nacional i va ser desenvolupada per la Unitat de Delinqüència Especialitzada i Violenta (UDEV). Aquesta operació es va desenvolupar vuit dies abans de la vista sobre l'extradició de Carles Puigdemont. Per la seva banda, el Centre Europeu de Drets Constitucionals i Humans va denunciar la investigació al relator especial de l'ONU per a la independència de jutges i lletrats, Diego García-Sayán, perquè es va considerar que es basava en «un pretext fals amb l'objectiu de desacreditar» i exigia al Govern espanyol «mesures contra els atacs» al lletrat del president Puigdemont i que garantís «la neutralitat de la judicatura espanyola».

#### Escorcoll a l'ACM i Viatges Alemany
El Jutjat d'instrucció núm. 16 de Barcelona ordenà a la Policia espanyola l'escorcoll de les seus de l'Associació Catalana de Municipis (ACM), a Barcelona, i l'agència de viatges Alemany, a Vic, que havia treballat amb entitats sobiranistes.

#### Seguda davant la Delegació del Govern espanyol
Tsunami Democràtic decidí convocar una nova acció mentre preparava la seva segona gran mobilització. L'acte de protesta consistia en fer, de 13h a 14h, una seguda col·lectiva davant de la Delegació del Govern espanyol a Catalunya, situada a la cruïlla del carrer de Mallorca amb Roger de Llúria de la ciutat de Barcelona. La motivació al darrere de la seguda fou la previsió que el president espanyol, Pedro Sánchez, s'acabés reunint amb la delegada del govern espanyol, Teresa Cunillera, a la seu governamental. Les unitats antiavalots de la Policia espanyola establiren un cordó policíac al carrer de Mallorca, a escassos metres dels manifestants. Alguns dels manifestants que estigueren a la plaça de Tetuan, tallant la circulació de Gran Via amb passeig de Sant Joan, també s'acabaren sumant a la concentració. L'assistència es calculà al voltant de les 1000 persones. Els manifestants cridaren consignes com «Pedro Sánchez, agafa el telèfon!», «Pedro Sánchez, dona la cara!» o «Amb un dia de vaga, no n'hi ha prou». També es pogueren veure cartells amb el missatge en anglès «Spain: sit and talk» ("Espanya: seu i parla"). Finalment, el mandatari espanyol no assistí a la Delegació i marxà cap a Madrid.

#### Festa de Globus
Convocats pels CDR, uns 2700 manifestants van tirar globus de pintura al Departament d'Interior i van demanar la dimissió del conseller Miquel Buch.

#### Altres
Aquell dia, tres persones van ser detingudes per uns fets que no guardaven relació amb el que havia ocorregut aquell dia. Concretament, un home va ser detingut acusat dels delictes de temptativa d'homicidi i de desordres públics per haver llençat pirotècnia contra l'helicòpter dels Mossos durant les protestes del dimecres 16 a la nit a Barcelona. Les altres dues persones, un home i una dona, van ser detinguts acusats del delicte de desordres públics per les protestes del dilluns 14 a l'aeroport del Prat. D'aquesta forma s'elevà de 199 a 202 el nombre de detinguts després de la sentència del Tribunal Suprem. Pel que fa a l'acusat de llançar pirotècnia contra l'helicòpter fou alliberat amb càrrecs dos dies després de la detenció, amb el requeriment de presentar-se davant del jutjat cada quinze dies. El jutjat de guàrdia d'Igualada prengué la decisió després d'inhibir-se a favor dels jutjats de Barcelona, que són els encarregats d'investigar l'atac perquè succeí en aquesta ciutat.

### 22 d'octubre
L'Associació de Dones Periodistes de Catalunya (ADPC), el Sindicat de Periodistes de Catalunya (SPC), el Col·lectiu Ciutadella, el Grup de Periodistes Ramon Barnils i el Sindicat de la Imatge de Catalunya - UPIFC convocaren una concentració a la plaça de Catalunya de Barcelona a les 18h, sota el lema «Prou agressions a la premsa», per tal de denunciar el clima de violència contra periodistes acreditats a les protestes i aldarulls dels darrers dies.
Paral·lelament, el CDR de Barcelonès organitzà una concentració, convocada a la plaça d'Espanya de Barcelona a les 19h, sota el lema «Netegem els carrers d'injustícia», en la qual es feia una crida a tothom a portar paraigües i sabó. A l'acte hi assistí un nombre considerable de gent, tanta com per tallar la circulació rodada a tota la plaça, malgrat la pluja. L'acció més rellevant fou el llançament massiu de sabó de rentaplats a la font central de la plaça. Aquesta acció responia al·legòricament, no només al lema de la concentració, sinó també a les declaracions d'Enric Millo, delegat del Govern espanyol a Catalunya durant la celebració del referèndum del Primer d'octubre, en el judici al procés independentista. En aquestes declaracions argumentà que els votants que defensaven els col·legis electorals anaven equipats de sabó de rentaplants Fairy que llençaren a terra per tal de fer relliscar i danyar els agents de policies que volien impedir els comicis. Segons la Guàrdia Urbana, 2000 persones assistiren a l'acte, en el qual les consignes més presents foren «Buch dimissió» i «llibertat presos polítics».
El Parlament Europeu rebutjà la proposta dels grups parlamentaris d'Els Verds/Aliança Lliure Europea i l'Esquerra Unitària Europea/Esquerra Verda Nòrdica d'incorporar a l'ordre del dia el tema del conflicte social i polític viscut a Catalunya. Amb 299 vots en contra, 118 a favor i 21 abstencions, es feu valdre la superioritat numèrica del Partit Popular Europeu, l'Aliança Progressista de Socialistes i Demòcrates i l'Aliança dels Liberals i Demòcrates per Europa, grups en els quals s'integren el PP, el PSOE i Ciutadans, respectivament. El portaveu dels Verds, Philippe Lamberts, lamentà l'oposició perquè considerava que l'Eurocambra podria contribuir a trobar una solució política al conflicte.
Al Parlament de Catalunya, els partits Junts per Catalunya (JxCat), Esquerra Republicana de Catalunya (ERC) i Candidatura d'Unitat Popular (CUP) registraren una proposta de resolució conjunta que «reivindica el dret dels diputats a poder debatre sobre tots els assumptes que interessen a la ciutadania». D'aquesta forma, el bloc independentista acordà un text de 15 punts per a debatre i votar al ple del Parlament immediatament posterior a les eleccions espanyoles del 10 de novembre. La resolució suposà un nou desafiament al Tribunal Constitucional que anul·là les comissions creades per a la defensa de l'autodeterminació i la reprovació de la monarquia.
El president de la Generalitat de Catalunya, Quim Torra, en compareixença extraordinària després de la reunió del consell executiu, demanà depurar responsabilitats al Cos de Mossos d'Esquadra i proposà una comissió d'investigació al Parlament, amb la col·laboració del Síndic de Greuges de Catalunya, per tal d'esclarir les males pràctiques de la policia catalana en les intervencions contra els aldarulls i protestes contra la sentència.
Al Teatre Nacional de Catalunya, se celebrà una edició més de la Nit de l'Empresari, l'esdeveniment estrella de l'any de la patronal Cecot, amb la presència de mil empresaris del teixit industrial i comercial català. En el discurs d'inauguració realitzat pel president de l'entitat, Antoni Abad, feu una referència als presos polítics dient «Saludem els que no ens poden acompanyar. Us enyorem. Us volem entre nosaltres». La reacció del públic fou una gran ovació amb aplaudiments i, poc després, dempeus, clamant «llibertat». Posteriorment, el president de l'entitat assegurà que la sentència condemnatòria contra l'independentisme català «no ha resolt res» i «l'únic que ha demostrat és la incapacitat de la política per afrontar i resoldre les qüestions que l'evolució social comporta».
El Sindicat d'Estudiants dels Països Catalans (SEPC) convocà dos dies de vaga estudiantil d'instituts, coincidint amb el dijous 24 i el divendres 25 d'octubre, degut a la situació sociopolítica del territori. El sindicat sol·licità als centres educatius que facilitessin «les eines a l'estudiantat per poder continuar amb les mobilitzacions». Per la seva banda, el CDR Catalunya donà suport a aquesta vaga d'educació secundària. Pel que a les universitats, a la Universitat de Barcelona (UB) i a la Universitat Politècnica de Catalunya (UPC), s'anuncià l'organització d'activitats de protesta a les facultats durant les nits prèvies.
Aquell mateix dia, el Sindicat d'Estudiants (SE) convocà dos dies de vaga estudiantil a instituts i universitats, coincidint amb el dimecres 30 i el dijous 31 d'octubre. El sindicat manifestà que per acte central realitzaria una manifestació el segon dia de vaga a la plaça de la Universitat, de Barcelona, a les 12h. En aquest sentit, exhortà a omplir els carrers de forma continuada contra la sentència del Suprem i la «brutal repressió» de la Policia espanyola i els Mossos d'Esquadra, així com a organitzar assemblees a tots els centres educatius per a votar l'adhesió a la vaga i formar «comitès de lluita» per tal que «paralitzi tot Catalunya».

### 23 d'octubre

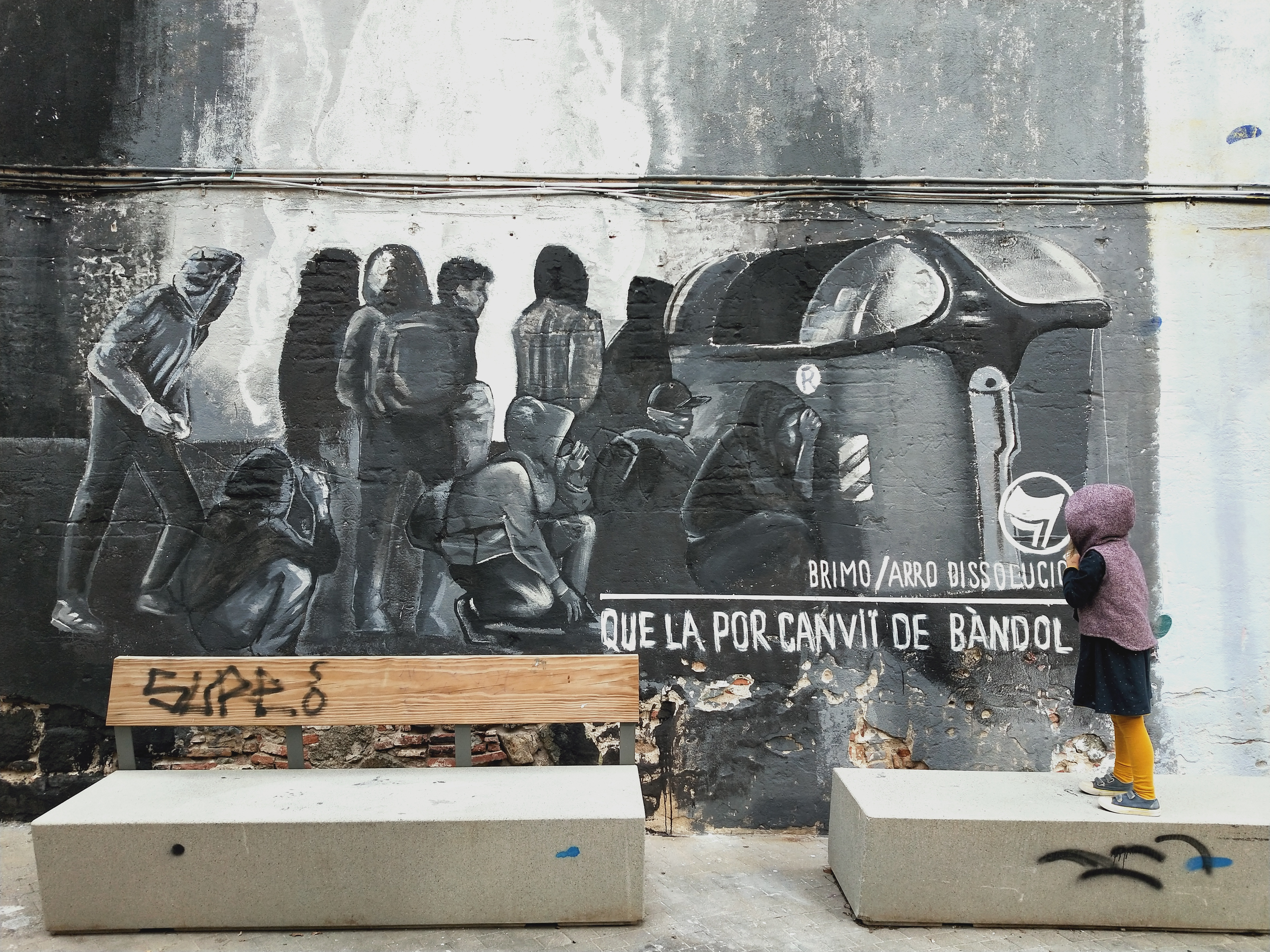
Mural a favor de les protestes

L'Ajuntament de Barcelona quantificà el cost dels danys materials ocorreguts en els primers 5 dies de protestes en 3,1 milions d'euros. En l'informe de quantificació de desperfectes s'inclogué les actuacions municipals per a retirar el mobiliari malmès, així com la despesa necessària per a la seva rehabilitació, en el còmput total. L'afectació més rellevant fou la dels recipients de brossa: 1.044 contenidors, 358 bujols i 180 papereres. També s'hi comptabilitzaren 6.400 metres quadrats de paviment, 57 arbres, semàfors, parquímetres, una estació de Bicing, marquesines de parada d'autobús, així com desperfectes per actes vandàlics en les estacions de metro.
El comissari en cap dels Mossos d'Esquadra, Eduard Sallent, envià a tots els agents del cos una carta d'agraïment pel compromís mostrat, que portà per títol «Confiem en tots vosaltres». En ella exposà que els agents foren «objecte d'accions de gran violència» i que «mai abans s'havien enfrontat a una protesta amb tanta violència al carrer». Pel que fa a les actuacions, plantejà que «no sempre han estat enteses ni compartides per tothom», i que es feren «amb la mateixa professionalitat de sempre». Per tot això i més, defensà que «hem demostrat que conceptes com la dedicació, la professionalitat i l'esperit de sacrifici no són només paraules» i, en deferència als agents, assegurà que «heu treballat llarguíssimes jornades sense queixar-vos, sense cap retret, conscients de la transcendència del moment. I ho heu fet malgrat que sabíeu la complexitat de la situació». L'enviament de la missiva del cap dels Mossos s'entengué, en gran part, com a resposta a la compareixença del president Torra el dia abans.
Es realitzà una concentració ultraespanyolista davant dels estudis de Catalunya Ràdio, considerada com un fracàs estrepitós després que només aconseguí convocar a 4 persones i, ni tan sols, es pogué desplegar la pancarta prevista per l'acte. Un dels assistents manifestà «si no ve ningú, ens 'pirem' i descansem fins diumenge», després d'un quart hora d'espera infructuosa. Mentrestant 8 dotacions de la Brigada Mòbil dels Mossos d'Esquadra vetllaren per la seguretat de la seu de la ràdio pública. L'organitzador del pretès acte a Catalunya Ràdio fou Juan Ribas, un reconegut activista espanyolista famós per liderar la brigada de retirada de llaços grocs coneguda com a Groc & lloc, així com per haver interromput l'acte oficial d'ofrena al Monument a Rafael Casanova, sintonitzant l'himne d'Espanya des d'un balcó proper, la Diada de l'Onze de Setembre de 2019.
En marc de la celebració dels 20 anys de carrera del grup musical Mishima, actuaren al Gran Teatre del Liceu. Durant el transcurs del concert es varen repetir els crits de "llibertat" que ja s'havien sentit la setmana anterior en altres actuacions.

### 24 d'octubre
Uns 200 estudiants de la Zona Universitària de Barcelona es mobilitzaren sota el lema «Contra la repressió buidem les aules». L'acte inicial fou tallar l'avinguda de la Diagonal, a l'altura de Palau Reial de Pedralbes, durant 30 minuts. A continuació la marxa prosseguí pel tram central de l'avinguda i continuà baixant pel carrer de Numància, per a finalitzar a les portes de la comissaria de Les Corts. L'acte finalitza amb el llançament col·lectiu de grans d'arròs, tal com s'hi fos el confeti d'un casament, per tal de denunciar metafòricament el «matrimoni» entre la policia catalana i l'Estat espanyol. A la manifestació s'escoltaren consignes com: «Buch dimissió» o «els Mossos seran seran sempre monstres».
Diverses entitats socials, laborals i educatives convocaren una manifestació a la Plaça de la Universitat de Barcelona a les 18:30h, sota el lema «Pels drets i llibertats, prou repressió: No toqueu el nostre jovent». Al seu pas per la comissària de Policia espanyola de Via Laietana, l'organització establí un polèmic cordó de seguretat, format per persones amb armilles fluorescents, entre la manifestació i les tanques de protecció contra aldarulls. La manifestació, finalitzada a plaça de Sant Jaume amb parlaments de celebritats com Lluís Llach, tingué una assistència de 4000 persones, segons la Guàrdia Urbana de Barcelona.

### 25 d'octubre
El SEPC, en el seu segon dia de vaga d'instituts, convocà una manifestació juvenil i estudiantil a plaça de la Universitat de Barcelona a les 19h, sota el lema «Si ens preneu el futur, ens trobareu als carrers». A partir de l'agrupació de diferents columnes provinents d'arreu de la ciutat es feu una manifestació coincidint amb el segon dia de vaga estudiantil. Segons estimacions d'assistència, es calculà que 2000 persones assistiren a la manifestació.
Igualment a la tarda, centenars de persones es concentraren a la plaça de Sant Jaume de Barcelona, davant del Palau de la Generalitat de Catalunya, en un acte titulat «Assenyalem els culpables que ens obliguen a tornar-ho a fer», que fou convocat a través de xarxes socials amb l'etiqueta #EnsVeiemAlPalau. Algunes de les consignes corejades a la concentració foren: «Buch dimissió», «Visca Catalunya lliure» o «Independència».
Paral·lelament, una tercera convocatòria se suscità a la tarda a la gran ciutat. Es tracta de la marxa que es fa setmanalment, els divendres, des de plaça de Catalunya per a reclamar la independència de Catalunya i la llibertat dels presos polítics catalans. A les 19:30h, al seu pas per la plaça de Sant Jaume, la marxà coincidí amb la concentració «Assenyalem els culpables que ens obliguen a tornar-ho a fer» i s'aturà durant 15 minuts per tal d'agrupar-se tots dos actes, abans que reprengués el seu recorregut.
Tsunami Democràtic anuncià per xarxes socials la voluntat de cridar a la mobilització ciutadana les data dels 9, 11, 12 i 13 de novembre, i el 18 de desembre. Si bé és cert que no es feu públic ni l'indret ni la naturalesa de les accions, es pressuposà que l'acció del 18 de desembre estaria vinculada al partit de futbol masculí entre el FC Barcelona i el Reial Madrid CF, que es disputaria al Camp Nou.

### 26 d'octubre

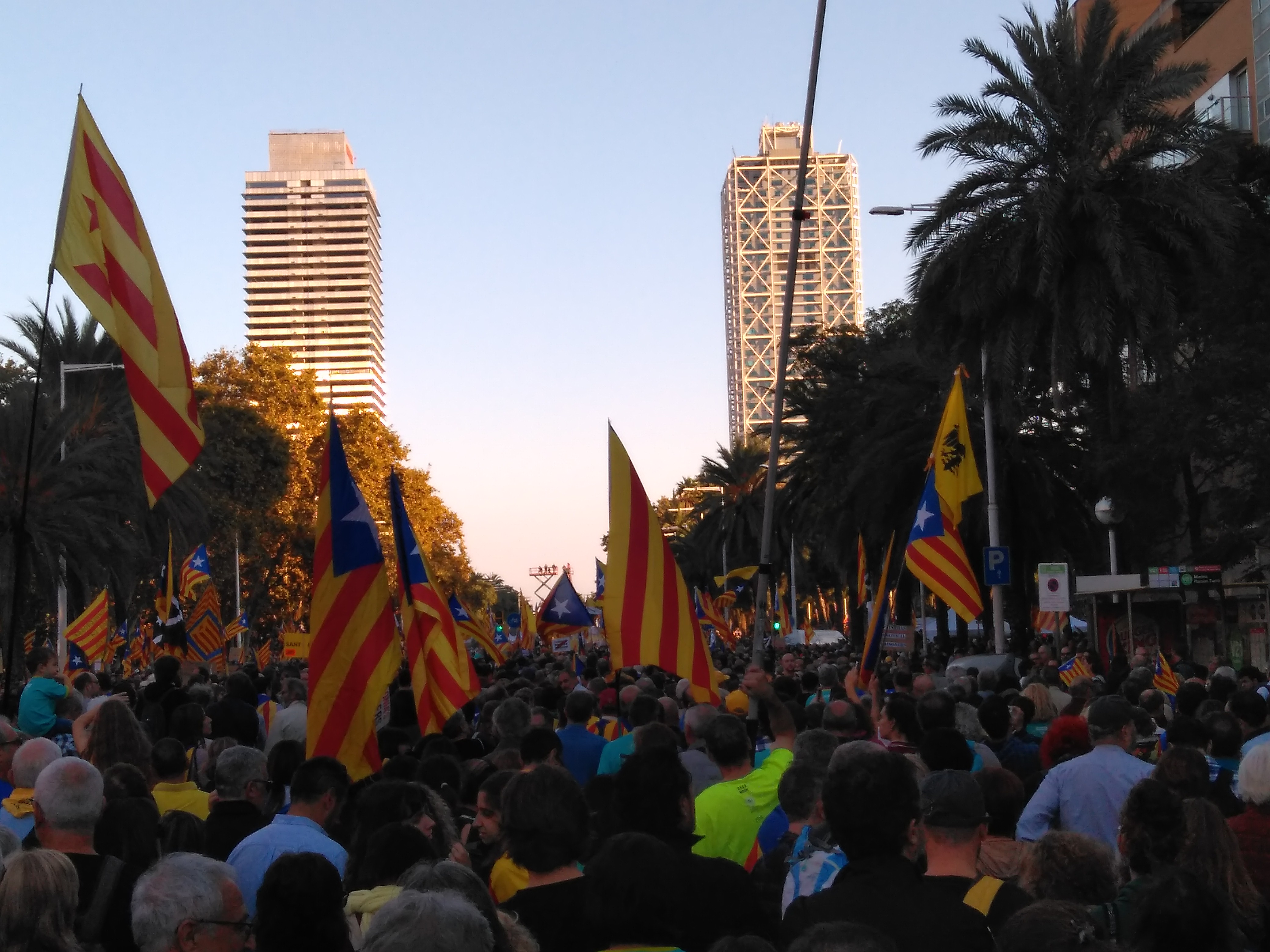
Imatge de la manifestació del 26 d'octubre al Carrer de la Marina

Al matí, al Palau de la Generalitat de Catalunya, representants de l'Associació Catalana de Municipis (ACM) i de l'Associació de Municipis per la Independència (AMI) lliuraren al president de la Generalitat, Quim Torra, un total de 814 mocions aprovades en municipis catalans de rebuig a la sentència del procés, de suport als presos i exiliats, i en favor del dret a l'autodeterminació. Per tant, 814 dels 947 ajuntaments catalans aprovaren el text. Més enllà, les 4 diputacions provincials i 21 consells comarcals, també aprovaren mocions en aquesta línia.
115 entitats, associacions i sindicats de la societat civil, tots ells adherits al manifest contra la sentència, convocaren una gran manifestació de rebuig a l'esmentada sentència i en contra la repressió a l'independentisme, sota el lema «Llibertat», prevista al carrer de la Marina de Barcelona a les 17h.
Finalment, el sindicat Comissions Obreres es despenjà de la convocatòria després de titllar-la de «partidista» pel paper aclaparador de l'ANC o Òmnium Cultural, mentre que la Unió General del Treball (UGT) també la considera una convocatòria poc plural i no hi participà tot i que hi anaren alguns dirigents a títol individual.
La manifestació va transcórrer de forma cívica i pacífica. Segons la Guàrdia Urbana de Barcelona hi assistiren 350.000 persones, tot i que en una manifestació al mateix carrer i que ocupà una extensió similar l'11 de novembre de 2017 per a reclamar la llibertat dels líders independentistes empresonats havien comptat 750.000 persones.
Posteriorment, els CDR convocaren una protesta davant la comissaria de la policia espanyola a la Via Laietana amb el lema «Tornem-los les pilotes». Els manifestants, 10.000 segons la Guàrdia Urbana, tiraren pilotes a la policia. La protesta acabà amb incidents entre la policia i els manifestants que s'estengueren per diversos carrers de Barcelona.
Per la seva banda, el SEPC anuncià la convocatòria de vaga indefinida a les universitats a partir del 29 d'octubre, així com una nova onada de vaga als instituts pel 30 i 31 d'octubre. La vaga indefinida va ser també convocada per l'Associació d'Estudiants Progressistes.

### 29 d'octubre
Des de l'esclat de les protestes contra la sentència del Procés, Renfe comptabilitzà 15 sabotatges en diferents punts de la xarxa ferroviària catalana, gairebé un per dia. Aquests, repartits en províncies, foren 9 a Girona, 3 a Barcelona, 2 a Lleida i 1 a Tarragona. El Ministeri de Foment d'Espanya valorà els danys ocasionats pel talls intencionats en 2 milions d'euros. Paral·lelament, Renfe també comptabilitzà 15 talls temporals ocasionats per una alta concentració de persones, sense que no es consideressin sabotatges per la manca de desperfectes. Davant d'aquestes incidències, els sindicats Comissions Obreres (CCOO) i la Unió General del Treball (UGT) condemnaren els sabotatges i els actes vandàlics perquè «s'estan donant les condicions per a un accident greu que tots lamentarem».

### 30 d'octubre

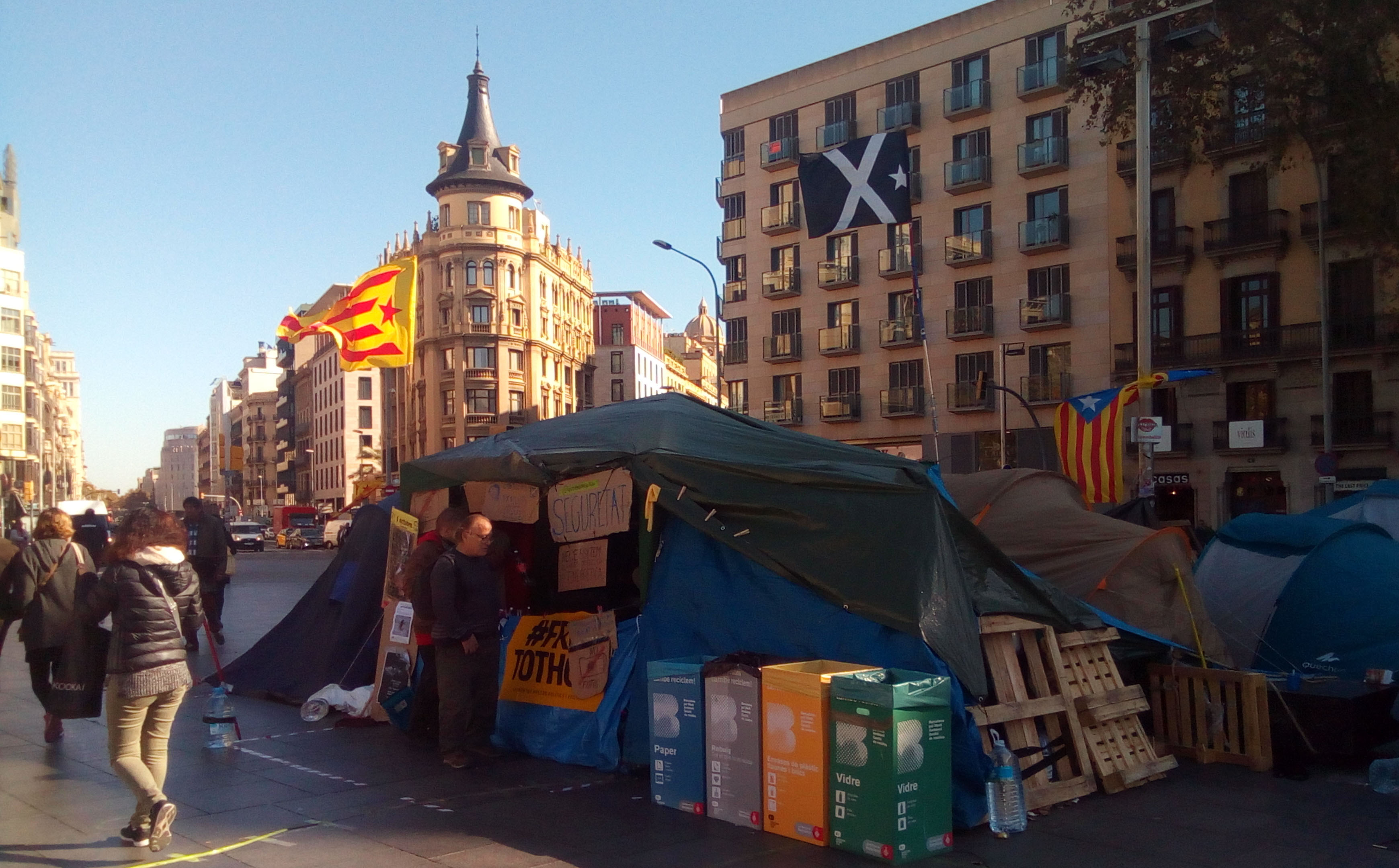
Acampada a la plaça Universitat.

Coincidint amb el segon dia de vaga del SEPC i l'AEP i el primer del SE, centenars de joves estudiants ocuparen la plaça de la Universitat, de Barcelona, i hi establiren una acampada permanent. Sota un manifest, els acampats es reivindicaren com «la generació del 14 d'octubre, la que finalment ha dit prou, la que exigeix responsabilitats als seus representants polítics». En el text hi figuraren cinc demandes: 1) la fi de la repressió i la investigació de totes les actuacions policíaques; 2) la condemna de la repressió per part del president en funcions espanyol, Pedro Sánchez, i l'acceptació d'aquest d'una negociació amb la Generalitat de Catalunya; 3) l'amnistia de tots els presos polítics catalans; 4) la garantia de tots els drets suspesos per la sentència del Tribunal Suprem espanyol i; 5) la garantia d'un futur digne per a les noves generacions. Els acampats s'agruparen a les xarxes socials sota el nom d'«Acampada Plaça de la Universitat».
Cap a la 13:30h, i amb l'objectiu de consolidar l'acampada, es tallà la Gran Via de les Corts Catalanes al seu pas per la plaça de la Universitat, després que es fes la crida a través de xarxes socials. A les 17h s'inicià una assemblea a l'acampada per tal de millorar l'organització, analitzar punts en comú, observar l'evolució i arribar a punts de consens, amb l'horitzó de mantenir l'acampada de forma indefinida. Per la seva banda, l'Ajuntament de Barcelona, a través de la seva tinenta d'alcaldessa Janet Sanz, emplaçà a Mossos d'Esquadra que activés el servei de mediació, amb l'objectiu de compatibilitzar la protesta amb la mobilitat a la plaça. Poca estona després el jovent acampat respongué, a través del perfil oficial de l'Acampada a twitter, que «no cal mediació» i que «d'aquí no ens movem, seguim!».
Per la seva banda, Pícnic per la República i l'ANC convocaren una concentració de protesta davant del Palau de Congressos de Catalunya, a Barcelona, el dilluns 4 de novembre a les 16h. La raó de la convocatòria era la presència del rei Felip VI d'Espanya a la gal·la de lliurament dels premis Princesa de Girona.
A Sabadell (Vallès Occidental), unes 300 persones del CDR de Sabadell es reuniren a les 19h a plaça de Sant Roc, per donar inici a una manifestació pacífica fins a la comissaria de Policia espanyola situada a la Gran Via. En acabar el trajecte, es feu una seguda conjunta i, posteriorment, es llançaren globus, aneguets de plàstic i un flotador en forma d'unicorn contra el cordó d'agents policials que custodiaven la comissaria, sense que això comportés cap incident. Després d'una hora de protesta davant de la comissaria, la manifestació es desconvocà i els concentrats tornaren, en marxa, cap a punt de sortida inicial. L'objectiu de l'esdeveniment fou rebutjar les forces d'ocupació, denunciar la brutalitat policial dels darrers dies, demanar la llibertat dels presos polítics i ajudar a la policia que s'unís a l'onada.
El ministre en funcions de l'Interior espanyol, Fernando Grande-Marlaska, assegurà en declaracions al programa de ràdio El matí de Catalunya Ràdio, que no li constava cap actuació revisable de la Policia espanyola durant els aldarulls dels darrers dies per les protestes contra la sentència del Procés. D'aquesta forma, i a diferència del Govern català amb els Mossos d'Esquadra, no feu cap gest d'autocrítica per l'actuació dels cossos policials al seu càrrec, responent en tot moment que «nosaltres ens avaluem contínuament».
Amb motiu de la visita del rei Felip VI d'Espanya i la princesa Elionor de Borbó a la cerimònia de lliurament dels premis Princesa de Girona, prevista pel 4 de novembre a Barcelona, així com per les eleccions generals espanyoles del 10 de novembre, el Ministeri de l'Interior espanyol activà un nou dispositiu de seguretat. De forma coordinada amb Mossos d'Esquadra, la Policia espanyola rellevaria les cinc brigades desplegades a Catalunya per a sufocar les protestes contra la sentència del Procés i organitzaria un dispositiu similar al del Consell de Ministres d'Espanya a la Llotja de Mar, realitzat el 21 de desembre de 2018. En aquest sentit, el Mossos d'Esquadra s'encarregarien del perímetre exterior del Palau de Congressos de Catalunya, i la Policia espanyola només ho faria dins l'edifici si així ho requerís la Casa Reial espanyola.

### 31 d'octubre
Unes 200 persones dels CDR barcelonins de Sant Andreu i Nou Barris, amb el suport de CDR Catalunya, tallaren ininterrompudament la circulació de l'avinguda de la Meridiana, a l'alçada del passeig de Fabra i Puig, per 16a nit consecutiva. Amb motiu de la Castanyada, diversos manifestants s'acostaren a l'acte aprovisionats de castanyes i moniatos i els cogueren al voltant d'un bidó al mig de la cruïlla, que feia les funcions d'una graella. D'altres també portaren panellets. L'aplec quedava rubricat amb la presència d'una pancarta amb el lema «Perdona que t'aturi, tenim ostatges».

### 1 de novembre
En el tercer dia de l'Acampada de Plaça de la Universitat, el nombre de tendes augmentà fins gairebé 400 i l'assistència s'enfilà vora les 1000 persones. Els actes realitzats durant la jornada monotemàtica del divendres giraren entorn al racisme, assenyalant de destacats el partit de futbol contra el racisme, que es disputà al bell mig de la Gran Via de les Corts Catalanes, o les xerrades a càrrec de SOS Racisme, Tanquem els CIEs, Casa Àfrica i Tancada Migrante. En aquest sentit, i veient l'èxit de convocatòria, la Guàrdia Urbana de Barcelona restringí el trànsit a la plaça, deixant únicament pas al carril bus lateral, i obligant als vehicles a desviar-se pel carrer d'Aribau. A més a més, també es tallaren els trams propers a la plaça: barrant el pas a la ronda de la Universitat, per un costat, i tancat un tram del carrer de Pelai fins al carrer de Balmes, per l'altre.
A la tarda, l'Assemblea de l'Acampada, després de reunir-se en assemblea, organitzà una manifestació per la Ciutat Vella de Barcelona, amb l'objectiu de denunciar problemàtiques socials com l'accés a l'habitatge, el turisme o les cases d'apostes. La capçalera de la manifestació desfilà darrera una pancarta amb el lema «La lluita del jovent, el futur del nostre poble». Més enllà de proclames independentistes, també se sentiren consignes contra de la precarietat juvenil i el sistema capitalista. Durant el recorregut s'efectuaren diverses parades com ara davant de la tancada de migrants a l'edifici municipal de l'antiga Escola Massana, a la plaça de Gardunya, o davant de l'Oficina d'Habitatge del barri, a la plaça de Salvador Seguí.
Pel que fa a Tsunami Democràtic, es feu saber que el seu canal de telegram entrà a la llista dels 100 canals amb més seguidors de l'aplicació mòbil. Amb més de 380 mil seguidors ostentà la 85a posició en categoria general i la 4a en contingut polític, segons publicà Telegram Analytics. Aquell mateix dia, el moviment popular donà a conèixer per xarxes socials que l'acte previst pel 9 de novembre, dia de jornada de reflexió prèvia a les eleccions generals espanyoles de novembre de 2019, seria una concentració pels drets, la llibertat i l'autodeterminació, a les 16h, a la plaça de Catalunya de Barcelona, així com a la resta de places del territori. Sota el lema #SpainSitAndTalk es volgué desobeir la prohibició d'organitzar actes al carrer de la Junta Electoral Central. En aquesta línia, la ministra de Justícia espanyola, Dolores Delgado, manifestà l'endemà de la publicació de la convocatòria de Tsunami Democràtic que no toleraria cap alteració de la jornada de reflexió i que la policia actuaria contra qualsevol col·lectiu que ho fes. El col·lectiu de masses independentista replicà per xarxes socials que acceptava l'amenaça tot mantenint la convocatòria.
Els partits polítics catalans Junts per Catalunya i Esquerra Republicana de Catalunya presentaren un recurs a la Junta Electoral Provincial de Barcelona amb l'objectiu d'ajornar la visita del monarca per tal que la seva presència no condicionés la campanya electoral. A l'endemà, al 2 de novembre, la Junta desestimà el recurs presentat sota pretext que «és una visita institucional amb motiu del lliurament dels premis anuals de la Fundació Princesa de Girona. Aquest acte no té cap contingut electoral i en conseqüència no és aplicable l'article 50 de la LOREG».

### 2 de novembre
El CDR Catalunya convocà una cassolada contra el rei Felip VI d'Espanya i per la República pel 3 de novembre a les 20:30h davant de l'Hotel Rei Joan Carles I de Barcelona. L'acte pretenia «no deixar dormir» al monarca, a allotjament on s'esperava que pernoctés, la vigília de la cerimònia de lliurament dels premis Princesa de Girona, prevista al Palau de Congressos de Catalunya.